# Arapaima
Arapaima is een geslacht van straalvinnige vissen uit de familie van de beentongvissen (Arapaimidae).

## Kenmerken
Het gestroomlijnde lichaam is grijs tot donker geelgroen en kan tot 3 meter lang worden. Hij heeft een krachtige, afgeronde staartvin. De lange rug- en aarsvin bevinden zich vlak bij de staart. Om zijn zuurstofbehoefte te dekken zijn de kieuwen niet toereikend, dus moet hij naar de oppervlakte om lucht te happen. 

## Verspreiding en leefgebied
Dit geslacht komt voor in het noorden van Zuid-Amerika.

## Soorten
Volgens FishBase zijn er vier soorten in dit geslacht. Behalve deze vier, is er mogelijk nog sprake van een vijfde soort, Arapaima arapaima.
- Arapaima arapaima Valenciennes, 1847
- Arapaima agassizii Valenciennes, 1847
- Arapaima gigas Schinz, 1822
- Arapaima leptosoma D. J. Stewart, 2013
- Arapaima mapae Valenciennes, 1847